# Troféu HQ Mix de melhor publicação independente de grupo
Publicação independente é uma das categorias do Troféu HQ Mix, premiação brasileira dedicada aos quadrinhos que é realizada pela Associação dos Cartunistas do Brasil (ACB) e pelo Instituto do Memorial das Artes Gráficas do Brasil (IMAG) desde 1989.

## História
Já em sua primeira edição, em 1989, o Troféu HQ Mix trouxe a categoria "Revista independente", destinada a premiar obras em quadrinhos que tenham sido publicadas por iniciativa direta do autor (ou autores), sem relação com uma editora formal (edição de autor). Não confundir com fanzine, que teve categoria própria entre 1990 e 2007.
Em 2004, a categoria passou a se chamar "Publicação independente". A partir de 2008, foi subdividida em quatro novas categorias: "Publicação independente de autor" (que durou até 2020, sendo substituída por "Publicação independente seriada" no ano seguinte), "Publicação independente de grupo", "Publicação independente especial" (que foi concedida até 2010, dando lugar no ano seguinte a "Publicação independente edição única") e "Publicação independente de bolso" (concedida apenas em 2008).

## Vencedores e indicados
| Ano  | Obra                                                                       | Autor(es)                                                                  | Outros indicados | Notas |               |
| ---- | -------------------------------------------------------------------------- | -------------------------------------------------------------------------- | --- | --- | ------------- |
| 2008 | Quadrinhópole #4                                                           | vários autores                                                             | - Café Espacial #1 - Nanquim Descartável #1 - Bongolé Bongoro #2 - Cão #2 - Garagem Hermética #3 - O Contínuo #6 | [ 3 ] [ 4 ] |               |
| 2009 | Café Espacial                                                              | Sergio Chaves e Lídia Basoli, editores                                     | - Avenida - Contínuo - Garagem Hermética - Quadrinhópole - Samba - Zine Royale | [ 5 ] [ 6 ] |               |
| 2010 | Café Espacial                                                              | Sergio Chaves e Lídia Basoli, editores                                     | - Adeus, Tia Chica - Cabaret - Picabu - Subversos - Tempestade Cerebral - Zine Royale | [ 7 ] [ 8 ] |               |
| 2011 | Café Espacial                                                              | Sergio Chaves e Lídia Basoli, editores                                     | - Golden Shower - JAM - Revista A3 Quadrinhos - Samba - Subversos - Quadrix Comics | [ 9 ] [ 10 ] |               |
| 2012 | Café Espacial                                                              | Sergio Chaves e Lídia Basoli, editores                                     | - Almanaque Gótico - Gibi Gibi - Golden Shower 2 - Graffiti 76% - Tarja Preta 7 - Zine Extreme | [ 11 ] [ 12 ] |               |
| 2013 | Petisco Apresenta I                                                        | vários autores                                                             | - Café Espacial nº 11 - Graffitti 76% Quadrinhos #23 - Monstros! (Beleléu) - Piadas do Fim do Mundo - Ragú Cordel - RPHQ - Ribeirão Preto em Quadrinhos #1 e #2 | [ 13 ] [ 14 ] |               |
| 2014 | Café Espacial #12                                                          | vários autores                                                             | - Friquinique - Loki - Máquina Zero - QUAD - Surfista Calhorda - Visualizando Citações | [ 15 ] [ 16 ] |               |
| 2015 | QUAD 2                                                                     | vários autores                                                             | - 321 Fast Comics - Café Espacial 13 - Fronteira Livre - O Gralha – Tão Banal Quanto Original - Um Rock para Caçador - Vigor Mortis Comics 2 - Sangue, Suor e Nanquim | [ 17 ] [ 18 ] |               |
| 2016 | O Gralha - Artbook                                                         | vários autores                                                             | - 321 – Fast Comics – Volume 2 – INDEPENDENTE - Café Espacial Nº 14 e 15 – INDEPENDENTE - Fliperamas – INDEPENDENTE - Fuga – INDEPENDENTE - HQ Um Cara Que Caiu do Céu (e não conhecia a vida) – INDEPENDENTE - MDM – Mais ou Menos 50 – INDEPENDENTE - Pequi com Quadrinhos – INDEPENDENTE - Relicário – INDEPENDENTE - RISCA! – INDEPENDENTE | [ 19 ] [ 20 ] |               |
| 2017 | São Paulo dos Mortos - Volume 3                                            | Daniel Esteves e vários desenhistas                                        | - AS AVENTURAS DO CAPITÃO GRALHA - CAFÉ ESPACIAL 16 - CLÁSSICOS REVISITADOS VOL 4 – HISTÓRIA & SCI-FI - COSMOGONIAS - ESCAPE PARA O PERIGO 1 - GIBI QUÂNTICO 02 - HQUE? VOLUMES - SELVA – A GAZETA GRÁFICA - VISUALIZANDO CITAÇÕES VOL 02 | [ 21 ] [ 22 ] |               |
| 2018 | Orixás - Em Guerra                                                         | Alex Mir e vários desenhistas                                              | - Bilhetes - A Samurai: primeira batalha - Amor em quadrinhos - As crônicas de the few and cursed – vol. 1 - Bichos - Coletivo estação 9 revistas linha alternativa 1, 2 e 3 - Fanzine tchê 30 anos - Os arquivos dos casos de Demetrius Dante vol.2 - Selva – A Gazeta gráfica nº 2                                                           | [ 23 ] [ 24 ] |               |
| 2019 | Orixás - Renascimento                                                      | Alex Mir, Germana Viana, Laudo Ferreira e Omar Viñole                      | - Hoje Eu Durmo Cedo - Mizera - Quad 4 - Quadrinhos Que Podem Desgraçar Sua Vida (Ou Não) - Revista Japy - Revista Pé de Cabra - Revista Refluxo - Série Postal 2018 - Zémurai Malassombros da Terra do Sol | [ 25 ] [ 26 ] |               |
| 2020 | VHS: Video Horror Show Fernando Barone e Rodrigo Ramos, orgs. / Belzebooks | VHS: Video Horror Show Fernando Barone e Rodrigo Ramos, orgs. / Belzebooks | VHS: Video Horror Show Fernando Barone e Rodrigo Ramos, orgs. / Belzebooks | - Café Espacial nº 17 (Sergio Chaves, editor / independente) - HarmoniHQ (Vários autores / Estúdio Armon) - Histórias Passageiras (Vários autores / Qualidade em Quadrinhos) - Histórias Quentinhas Sobre Sair do Armário (Vários autores / independente) - Orixás: Ikú (Vários autores / independente) - Pé-de-Cabra nº 2 (Vários autores / Pé-de-Cabra) - Segunda-Feira Eu Paro (Vários autores / independente) - Shoujo Bomb (Vários autores / independente) - Volkan 2 (Vários autores / Top Comics) | [ 27 ] [ 28 ] |
| 2021 | Ménage Germana Viana, Laudo Ferreira e Marcatti / independente             | Ménage Germana Viana, Laudo Ferreira e Marcatti / independente             | Ménage Germana Viana, Laudo Ferreira e Marcatti / independente | - Ansiedade (Vários autores / Coletivo Paralelo.lelo) - Bate-Boletes nº 1 (Mayara Lisra e Paula Cruz / Farpa) - Café Espacial nº 18 (Sergio Chaves, editor / independente) - Crônicas Pandêmicas (Mylle Pampuch, org. / Biarticulado Coletivo) - Liga das Mulheres Cientistas (Vários autores / independente) - Mojica Móveis (Bruno Sorc / independente) - Orixás: Os Nove Eguns (Alex Mir, Alex Rodrigues, Laudo Ferreira, Al Stefano e Omar Viñole / independente) - Universo Zero (Carlos Alberto, Cristal Moura, Leander Moura, Marcos Garcia, Mario Rasec, Renato Medeiros e Rodrigo Xavier / Quadro9) - XPTO nº 1 (Vários autores / independente) | [ 29 ] [ 30 ] |
| 2022 | Café Espacial nº 19 Sergio Chaves, editor / independente                   | Café Espacial nº 19 Sergio Chaves, editor / independente                   | Café Espacial nº 19 Sergio Chaves, editor / independente | - 11:11 (Jéssica Groke, Felipe Portugal, Lalo Souza e Diego Sanchez / independente) - A Samurai: Sujimichi (Mylle Silva, editora / Manjericcão) - Carcará (Marcio Coelho, editor / Coletivo Tinta Negra) - De Onde Viemos? (Carlos Ruas, org. / independente) - Ménage nº 2 (Germana Viana, Laudo Ferreira e Marcatti / independente) - Não Ligue, Isso É Coisa de Mulher (Bianca Mól, Eliane Bonadio, Fabiana Signorini, Flávia Gasi, Ligia Zanella, Luiza Lemos, Mari Santtos, Nanda Alves, Renata C B Lzz e Roberta Cirne / independente) - OPArt: Out of Place Artifacts (Rodrigo Ortiz Vinholo e Mari Rolin, orgs. / Insensati) - Orixás: Revolta dos Eguns (Alex Mir, org. / independente) - Pandemonium (Vários autores / independente) - Vozes (Vários autoers / Dínamo Estúdio) | [ 31 ] [ 32 ] |
| 2023 | Café Espacial nº 20 Sergio Chaves, editor                                  | Café Espacial nº 20 Sergio Chaves, editor                                  | Café Espacial nº 20 Sergio Chaves, editor | - Baile de Máscaras: Antologia de Quadrinhos (Rafa Louzada, editor / independente) - Harvi nº 1 (Marcos KZ e Aline Zouvi, editores / Harvi) - Ménage nº 4 (Germana Viana, Laudo Ferreira e Marcatti / independente) - Ménage nº 5 (Germana Viana, Laudo Ferreira e Marcatti / independente) - Mizuras (Coletivo Iukytáias / independente) - Pelota 2022 (Daniel Esteves, editor / Zapata) - Terror em Nanquim (Mhorgana Alessandra, org. / independente) - Vida Selvagem (Felipe Menduni, André Freitas, Caio Majado e Omar Viñole / Yes Cabrita) | [ 33 ] [ 34 ] |
| 2023 | Revista Mina de HQ nº 3 Gabriela Borges, editora                           |                                                                            | | - Baile de Máscaras: Antologia de Quadrinhos (Rafa Louzada, editor / independente) - Harvi nº 1 (Marcos KZ e Aline Zouvi, editores / Harvi) - Ménage nº 4 (Germana Viana, Laudo Ferreira e Marcatti / independente) - Ménage nº 5 (Germana Viana, Laudo Ferreira e Marcatti / independente) - Mizuras (Coletivo Iukytáias / independente) - Pelota 2022 (Daniel Esteves, editor / Zapata) - Terror em Nanquim (Mhorgana Alessandra, org. / independente) - Vida Selvagem (Felipe Menduni, André Freitas, Caio Majado e Omar Viñole / Yes Cabrita) | [ 33 ] [ 34 ] |